# Zhou Yongkang
Zhou Yongkang (cinese semplificato: 周永康 pinyin: Zhōu Yǒngkāng) (Xiqiantou, dicembre 1942) è un politico e imprenditore cinese, membro del Comitato permanente dell’ufficio politico del PCC dal 2007 al 2012.
Dal marzo 1998 al dicembre 1999 è stato ministro delle risorse e delle infrastrutture, nel biennio 2001-2002 segretario del Partito Comunista per la regione del Sichuan. Dal 2002 al 2007 è a capo del Ministero della pubblica sicurezza e successivamente, dal 2007 al 2012, è segretario del Comitato centrale degli affari politici e legali (Zhongyang Zhengfawei). 
La sua ascesa al potere comincia nella prima metà degli anni settanta, durante la rivoluzione culturale, attraverso il suo coinvolgimento nel settore petrolifero cinese nel giacimento petrolifero di Daqing. Dal 1996 al 1998 è a capo della China National Petroleum Corporation. 
Nel 2013 Zhou Yongkang è stato indagato dal governo di Xi Jinping, e l'11 luglio 2015 condannato all'ergastolo ed espulso permanentemente dal Partito Comunista Cinese con le accuse di corruzione, abuso di potere e rivelazione di segreti di stato. Dalla fondazione della Repubblica popolare cinese Zhou è stato il primo membro del Comitato permanente del Politburo - e il funzionario di grado più alto - ad essere processato e condannato per accuse di corruzione. La sentenza emessa dal Tribunale Intermedio di Tianjin e trasmessa sulla rete televisiva nazionale, ha reso noto che le cifre accettate da Zhou e dai suoi familiari sotto forma di tangenti ammonterebbero a oltre 129 milioni di Yuan, oltre 16 milioni di Euro.

## Giovinezza
Zhou Yuangen (in seguito modificato in Yongkang) nasce nel dicembre del 1942 nel villaggio di Xiqiantou, a 18 chilometri dalla città di Wuxi, nella provincia del Jiangsu. La famiglia di Zhou, il maggiore di tre fratelli, è di bassa estrazione sociale: il padre è pescatore di anguille lacustri. Per potersi permettere un'istruzione, Zhou viene sostenuto finanziariamente dagli amici della famiglia, tradizione comune in quel periodo fra le famiglie povere. Nel 1954 Zhou viene iscritto ad una delle principali scuole di Wuxi, e in questo periodo cambia il suo nome in Yongkang sotto consiglio di un insegnante, poiché un suo compagno di classe aveva il nome identico al suo. Ciò che viene riportato sulla sua carriera scolastica è il profilo di uno studente eccellente, cosa che gli permette di iscriversi alla scuola superiore del Suzhou, una delle scuole secondarie più importanti del Jiangnan. Le sue prestazioni sono ottime. Zhou prende parte a diverse attività extra curriculari, partecipa a gruppi di discussione politica e di promozione dell'alfabetizzazione. Nel 1961, dopo aver ottenuto un risultato eccellente nell'esame Gaokao (esame per l'ammissione all'università) viene ammesso all'Istituto del Petrolio di Pechino (oggi China University of Petroleum). Nel 1964 Zhou diventa membro tesserato del Partito Comunista Cinese, e nel 1966, anno di avvio della Rivoluzione Culturale, si laurea in Esplorazione e Analisi Geofisica.
Nel 1967 lavora come tecnico in uno stabilimento presso il giacimento petrolifero di Daqin e tre anni dopo viene nominato direttore di una divisione di rilevamento geologico, con il compito di mettere in atto un ambizioso progetto di estrazione promosso dal Partito.

## Carriera

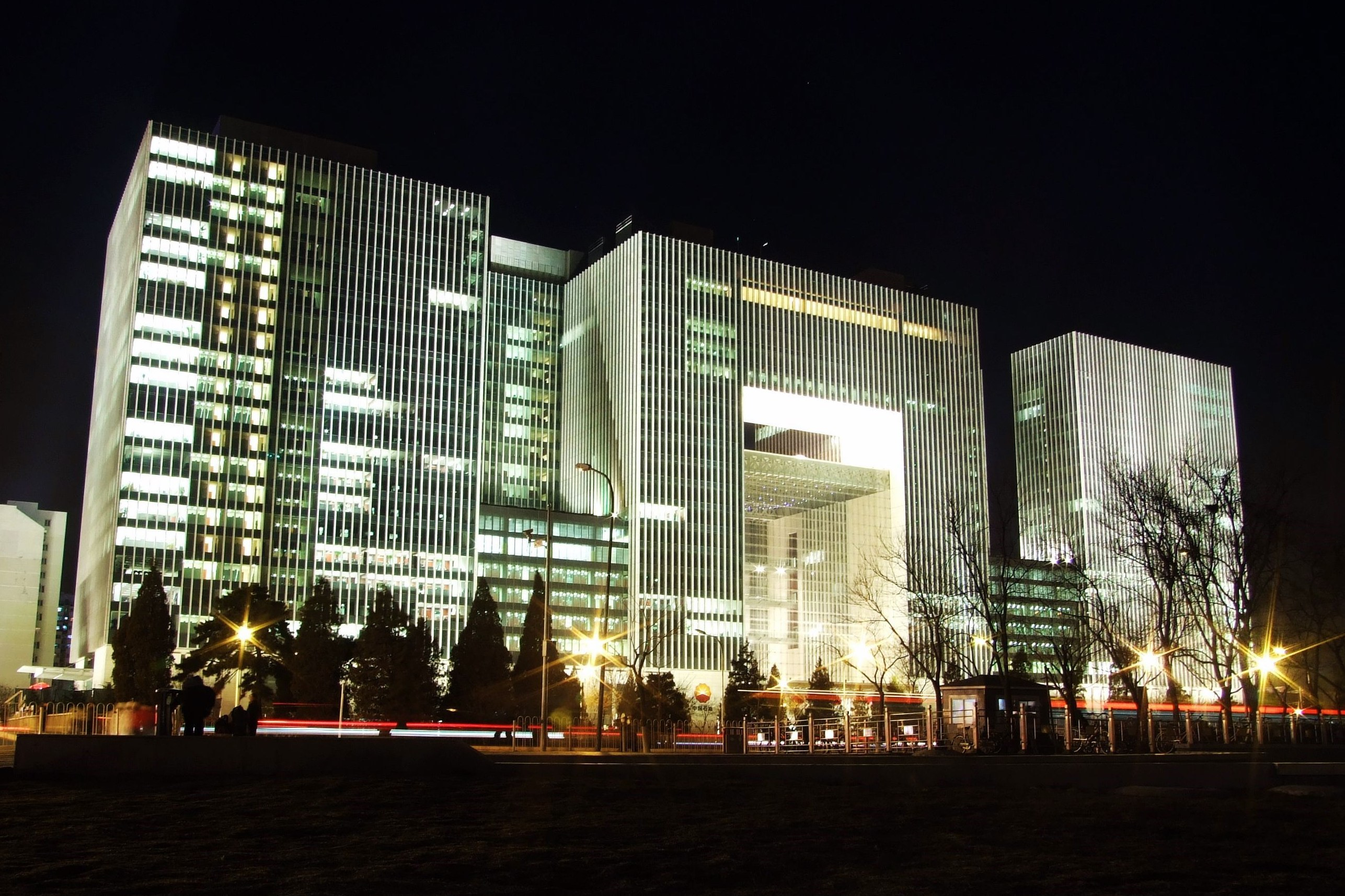
Quartier generale della China National Petroleum Corporation a Dongzhimen, Beijing

### Carriera nel settore petrolifero
Nel 1973 Zhou viene promosso a capo del Dipartimento di Esplorazione Geofisica dell'Ufficio di esplorazione petrolifera del Liaohe a Panjin, nel Liaoning. Il settore di Liaohe diventerà successivamente uno dei più grandi siti di estrazione di petrolio del CNPC (China National Petroleum Corporation) e dell'intera Cina. Durante il suo lavoro a Liaohe, nel 1971, Zhou conosce Wang Shuhua, un'operaia della provincia dello Hebei, che poi sposerà. Zhou è a capo di oltre 2300 dipendenti, dirige il lavoro di esplorazione in territori ancora non analizzati, e di analisi del terreno e del sottosuolo per valutare le potenziali attività di perforazione petrolifera. Diventa noto per la sua capacità di mantenere buone relazioni interpersonali con i suoi superiori e i subordinati, e guadagna progressivamente notevole influenza personale. Durante gli anni settanta acquisisce fama e potere all'interno della dirigenza cinese, e la sua carriera cresce molto velocemente. Nel 1983 ottiene una promozione nel sito di estrazione del Liaohe, dopo il trasferimento del capo dell'Ufficio Amministrativo della zona petrolifera a Pechino. Inoltre, grazie all'influenza guadagnata attraverso il lavoro come direttore delle esplorazioni, diventa sindaco di Panjin e segretario del Partito Comunista Cinese della città: sarà questo il suo primo incarico di livello politico.
Nel 1985, Zhou lascia la regione del Liaoning per trasferirsi a Pechino, dove diventa viceministro dell'Industria Petrolifera cinese che, nel 1988 diventa una SOE (State Owned Enterprise) e cambia nome, diventando la China National Petroleum Corporation (CNPC), l'industria energetica più grande della Cina. Zhou diventa un membro dell'alta dirigenza della compagnia, assumendo il ruolo di vice direttore. Nel marzo del 1989, seguendo il piano statale di trasferimento della ricerca e della produzione petrolifera dall'Est all'Ovest della Cina, Zhou viene inviato nello Xinjiang per condurre una missione di esplorazione e ricerca nel bacino del fiume Tarim.
Negli anni novanta, Zhou Yongkang guida le attività di espansione all'estero della CNPC, vincendo diversi appalti per grandi progetti di estrazione petrolifera in Sudan, Venezuela e Kazakhstan. Zhou è stato particolarmente coinvolto nella costruzione del Grande Oleodotto del Nilo, il primo progetto del China National Petroleum Corporation al di fuori della Cina. Nel 1996 diventa amministratore delegato della CNPC, e il suo ruolo sarà determinante nella ristrutturazione della società e nella preparazione dell'offerta pubblica della società controllata PetroChina. Nel 1997 diventa membro del Comitato centrale del Partito Comunista Cinese, collocandosi fra le 200 figure politiche più influenti in Cina. 
Nel marzo 1998, sotto il governo del Premier Zhu Rongji, viene posto a capo del Ministero del rerritorio e delle risorse, un "mega-ministero" creato dopo la fusione dei precedenti Ministero di geologia e miniere, amministrazione del territorio nazionale, amministrazione nazionale degli oceani, che avrà la responsabilità della regolamentazione, gestione, conservazione e sfruttamento delle risorse naturali (terra, miniere e oceani).

### Governo del Sichuan

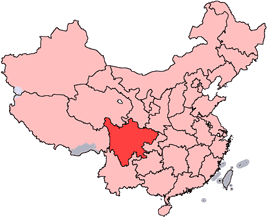
La provincia cinese del Sichuan

Nel 1999 Zhou Yongkang diventa Segretario del Partito per la provincia del Sichuan, allora la seconda regione più popolosa della Cina ed una fra le più ricche dello Stato. Prima della sua ascesa, la maggior parte dei leader della regione del Sichuan provenivano da questa provincia. La rottura di questa tradizione coincide con un lavoro di modernizzazione e promozione economica sviluppato da Zhou, concentrato in modo particolare sulla modernizzazione dell'agricoltura, settore sul quale si basa la maggior parte dell'economia della provincia. Durante la carica di Zhou nel Sichuan, il PIL della provincia cresce con una media del 9,5% annuo, con un picco fino al 10,6% nel biennio 2001-2002. Gli investimenti stranieri nella regione aumentano, così come prende avvio un processo di potenziamento delle infrastrutture. Il 20 ottobre del 2000, con l'idea di attrarre investitori nel Sichuan per favorirne lo sviluppo economico, Zhou ospita un gran numero di investitori e imprenditori al China Western Forum di Chengdu. Egli viene ricordato anche per il suo atteggiamento coercitivo nei confronti di qualsiasi tipo di dissidenza e di protesta, come per esempio i gruppi di protesta di Tibetani e Falun Gong.
Anche dopo aver lasciato il Sichuan in favore di una posizione più alta nel governo nazionale a Pechino, Zhou mantiene una forte rete di connessioni e relazioni con lo strato più alto e influente dei circoli politici del Sichuan. I membri dell'élite politica del Sichuan come Li Chongxi, Li Chuncheng, Guo Yongxian, sono tutti alleati di Zhou. Questa rete clientelare di Zhou in Sichuan rimarrà una forza molto influente nella politica provinciale, fino alla campagna anti-corruzione del 2013, che vedrà tutti i protetti di Zhou cadere, essendo sospettati di corruzione.

### Ministero della pubblica sicurezza

Stemma del Ministero della pubblica sicurezza della RPC

Nel 2002, con l'apertura imminente del 16º Congresso del Partito Comunista Cinese, Zhou è al centro di molte speculazioni riguardanti il suo destino politico. Viene considerato da tutti uno dei nuovi volti della politica cinese, e secondo molte fonti uno dei candidati principali al ruolo di vice Premier e ad altri ruoli politici di alto livello. Le ragioni che portarono alla sua elezione come ministro della pubblica sicurezza furono la sua capacità di prendere decisioni difficili, e il suo stile di governo paramilitare dimostrato durante la sua carriera nel settore petrolifero e come governatore del Sichuan. Ottiene inoltre una serie di privilegi nei mesi successivi che lo portano a diventare membro del Politburo, consigliere di Stato, primo commissario della Polizia Armata del Popolo, e membro dell'organo di coordinamento interno al PCC, la Segreteria del Partito Comunista Cinese. L'assunzione del ruolo di vice segretario del Zhengfawei rende il suo status all'interno del sistema di sicurezza nazionale cinese secondo per importanza solo a quello del membro del Politburo Luo Gan. Zhou è il primo Ministro della Sicurezza Pubblica ad avere un posto anche all'interno del Politburo dopo il successore di Mao, Hua Guofeng. Questo accentramento di potere deriva principalmente dalla tensione politica e dall'instabilità economica dell'era post-maoista cinese, in aggiunta alle tensioni sociali interne ed esterne al paese, cosa che avrebbe portato inoltre ad un aumento delle risorse e delle riforme nei confronti della sicurezza pubblica in tutto il paese.
Durante il suo mandato come Ministro della pubblica sicurezza e al contempo alto funzionario all'interno del Zhengfawei, le riforme attuate da Zhou sono indirizzate al rafforzamento del potere decisionale e dell'efficienza del sistema giudiziario e del potere dei segretari provinciali. Come Ministro della Sicurezza Pubblica, inoltre, Zhou viene visto come il "capo nazionale della polizia". Egli risponde alle richieste e al malcontento delle forze di sicurezza nazionale, ordinando la costruzione di nuovi uffici e caserme per il corpo di polizia; introduce diverse nuove regole disciplinari, ad esempio sull'uso delle armi da fuoco, la guida sotto l'effetto di alcol e il gioco d'azzardo. Si stima che abbia licenziato diverse centinaia di ufficiali di polizia per problemi legati all'alcol.
Zhou tiene in quel periodo "sessioni di studio di massa" per istruire gli ufficiali di polizia sulle nuove politiche del Partito. Tiene inoltre dei corsi di preparazione ed addestramento per facilitare e snellire le operazioni militari. Indice inoltre una campagna nazionale per sensibilizzare sulla collaborazione con la polizia, per facilitare la comunicazione fra i cittadini e le forze di sicurezza. Come parte di questa campagna, il numero di lamentele e il grado di reattività del corpo di polizia a tali lamentele vengono collegate allo stipendio e ai privilegi percepiti dagli ufficiali di polizia. Tale sistema tuttavia generò un circolo vizioso che vide le autorità locali rivolgersi a imprese di sicurezza private per minacciare, detenere, scoraggiare i firmatari che esprimevano il proprio malcontento verso l'operato della polizia, che portò alla nascita di centri di detenzione extragiudiziali chiamati "prigioni nere" (黑监獄; hēi jiānyù). Con una maggiore quantità di risorse a disposizione del corpo di polizia e una più alta concentrazione di potere, le agenzie di sicurezza e le forze dell'ordine si trovano sotto l'occhio dell'opinione pubblica, e la loro reputazione peggiorò notevolmente.

### Comitato permanente dell'ufficio politico del Partito Comunista Cinese
Le esperienze realizzate nel corso della sua carriera nel settore petrolifero, come governatore del Sichuan e del Ministero della pubblica sicurezza, condussero Zhou a diventare uno dei principali candidati al posto vacante di capo del Zhengfawei. Nel 2007, a seguito delle dimissioni del precedente capo Luo Gan, Zhou conquista questo posto insieme ad una poltrona nel Comitato permanente dell'ufficio politico del Partito Comunista Cinese, il comitato più importante e il maggiore organo decisionale all'interno del PCC. Con questa nuova carica e la nuova posizione politica ottenuta, Zhou è responsabile del sistema giudiziario cinese, delle forze dell'ordine, delle agenzie giudiziarie, delle forze paramilitari e delle agenzie di intelligence domestiche. Pur essendo classificato nono fra le gerarchie della leadership del PCC, Zhou, soprannominato lo "zar della sicurezza" da diversi media stranieri, emerge come uno dei principali e più importanti membri del Politburo e, di conseguenza, della Cina. Come capo della commissione Zhengfawei, Zhou è il responsabile dell'enorme quantità di risorse destinate alle Olimpiadi di Pechino del 2008, al 60º Anniversario della nascita della Repubblica Popolare Cinese del 2009, all'Eesposizione ubiversale del 2010 a Shanghai. 
Durante il suo mandato, il termine "weiwen" (维稳 wéiwěn, lett. mantenere la stabilità) diventa la parola d'ordine e una priorità assoluta del governo cinese. Zhou è a capo infatti dell'unità nazionale della sicurezza nazionale, e il periodo di turbolenza politica lo vede impegnato in diversi fronti, come le rivolte nello Xinjiang ed in Tibet e, durante il periodo di esplosione di movimenti reazionari come la Primavera Araba e la Rivoluzione dei Gelsomini, lo sforzo di Zhou per contenere il malcontento e le possibilità di rivoluzione interna portano ad un sorpasso del budget per la sicurezza nazionale (624.4 miliardi di Yuan, più di 80 miliardi di Euro) a sfavore del budget militare.
L'11 febbraio 2011, ad un'assemblea nazionale sulla sicurezza, Zhou afferma che le forze dell'ordine devono "creare un sistema comprensivo per prevenire i disordini e mantenere l'ordine pubblico, così che si possano risolvere i conflitti quando ancora sono nel loro stato embrionale". Nello stesso anno, vengono riportati dai media cinesi oltre 130.000 "incidenti di massa", proteste e casi di violenza, per lo più causati dal dilagare della corruzione, dalle scelte di politica ambientale, e dalle questioni di sicurezza sociale. Sarebbe aumentato anche l'uso di mezzi violenti da parte della polizia, e in molti casi il coinvolgimento delle forze dell'ordine nelle proteste popolari avrebbe esacerbato i problemi di fondo, innescando ulteriori violenze. Verso la fine del suo mandato, Zhou avrebbe operato senza alcuna significativa supervisione esterna, sarebbe intervenuto in modo indipendente dagli organi di governo e dalla leadership collettiva del partito.
In quell'anno, la rivista Forbes lo inserisce al 29º posto della lista delle persone più potenti del mondo.
Gli attivisti cinesi, come i membri del Movimento Weiquan, in quell'anno, sono particolarmente critici nel valutare l'attività di Zhou durante la sua carica come capo della sicurezza. L'avvocato per i diritti civili Pu Zhiqiang, in una conferenza del dicembre 2011, critica l'operato di Zhou. Due anni dopo, quando l'inizio delle indagini sulla sua persona è già stato reso noto al pubblico, Pu scrive che Zhou "ha portato enormi disastri e inflitto molte sofferenze a questo Paese ed ai suoi cittadini". Aggiunge che le politiche del Weiwen e l'aumentato controllo del Partito sui cittadini, hanno notevolmente danneggiato il sistema di sicurezza e lo stato di diritto, portando a livelli senza precedenti la sfiducia popolare nelle autorità di governo e contraddicendo lo spirito della "Società Armoniosa" dell'amministrazione di Hu Jintao e Wen Jiabao. Un ex funzionario del Consiglio di Stato, Yu Meisun, giudica gli anni di carica di Zhou "i dieci anni più neri per la legge e l'ordine pubblico nella storia, un'inversione di marcia rispetto alla direzione del progresso."
Diversi documenti fatti trapelare dall'organizzazione WikiLeaks fanno riferimento a Zhou Yongkang come uno dei mandanti dei cyber-attacchi alla sede di Google di Pechino, accuse tuttavia respinte dall'interessato. Le fonti riportate da Wikileaks affermano inoltre che durante il suo mandato, fosse risaputo all'interno del Partito che Zhou teneva ancora sotto controllo il monopolio del settore petrolifero cinese. 

### Le ripercussioni dopo l'estromissione di Bo Xilai dal PCC

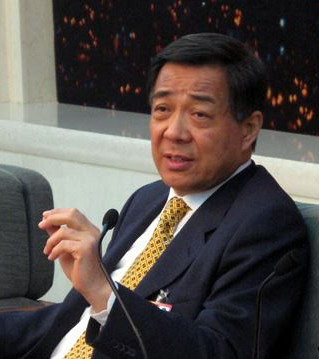
Bo Xilai, alleato di Zhao e segretario del PCC di Chongqing, implicato nello scandalo Wang Lijun, è stato condannato all'ergastolo per corruzione nel settembre 2013.

Il 6 febbraio 2012, l'ex capo della Polizia Wang Lijun implicato nel caso dell'omicidio dell0imprenditore britannico Neil Heywood, si rifugia presso il consolato degli Stati Uniti di Chengdu, forse per chiedere asilo politico. Questo evento rappresenta la scintilla che farà scoppiare un grave scandalo politico ruotante intorno alla figura dell'ex membro del Politburo Bo Xilai, in seguito al quale quest'ultimo venne estromesso dal Partito Comunista Cinese dopo un processo pubblico che fece molto scalpore all'interno dell'opinione pubblica cinese. Bo Xilai, la cui moglie Gu Kailai sarà condannata all'ergastolo per l'omicidio di Heywood, consulente finanziario privato della famiglia Bo, a quel tempo era considerato uno degli alleati politici più vicini a Zhou Yongkang, e circolavano voci sulla sua possibile elezione a nuovo capo della Commissione Centrale degli Affari Politici e Legali e di conseguenza ad una posizione all'interno del Politburo. Zhou e Bo avevano una relazione politica molto stretta, ed entrambi, quando Zhou era sindaco della città di Panjin, erano collegati al Capo della Polizia Wang Lijun. In un discorso durante la sua visita a Chongqing nel 2010, Zhou aveva approvato pubblicamente i metodi adottati da Bo Xilai, dimostrando entusiasmo per il "Modello Chongqing", ovvero una serie di riforme politiche e sociali introdotte da Bo durante il suo mandato come segretario del Partito a Chongqing. In particolare Zhou apprezzava il modello repressivo utilizzato da Bo per ridurre la criminalità nella municipalità, e i suoi modi di gestire pubblicamente le sue campagne politiche. Nel marzo 2011 il Comitato Centrale ordina l'estromissione di Bo dal Politburo e dal Partito per le sue implicazioni con lo scandalo di Wang Lijun, ritenendolo respansabile di "gravi violazioni disciplinari". A questa decisione si oppose il solo Zhou.
Nei giorni seguenti la caduta di Bo Xilai nel 2012, cominciarono a circolare numerose voci sulla rottura di Zhou con la direzione del Partito e di un "colpo di Stato" organizzato dagli stessi Bo e Zhou. Il 14 maggio 2012, il giornale Financial Times pubblicò un articolo nel quale riportava la rinuncia di Zhou alla sua carica come capo del Zhengfawei, successivamente ricoperta dal Ministro della Sicurezza Pubblica Meng Jianzhu, Il New York Times notò come l'influenza di Zhou fosse ancora molto grande nello scenario politico cinese. Nello stesso periodo, un gruppo di veterani del PCC della provincia dello Yunnan consegnarono una lettera al Premier Hu Jintao richiedendo l'espulsione dal Partito di Zhou per via del supporto da questi dato a Bo Xilai, temendo il ritorno di un'era di riforme di stampo maoista.

## La caduta politica
Zhou si dimette al 18º Congresso del Partito, tenutosi nel novembre del 2012, evento che vede l’ascesa di Xi Jinping come segretario generale del Partito Comunista Cinese e dunque guida suprema della Cina. In un significativo cambiamento al maggiore consiglio legislativo della Cina, il posto della Commissione degli affari politici e legali di Zhou non viene incluso nel nuovo organo; invece, il Comitato riduce il numero dei propri membri rispetto al 2002 da nove a sette. A questo segue una serie di ampie riforme agli organi locali Zhengfawei. Ad esempio, l’attività dei capi Zhengfawei di basso livello che ricoprono allo stesso tempo l’incarico di ufficiali di polizia (Sicurezza Pubblica) viene gradualmente eliminata, e gli Zhengfawei sono dissuasi dall'interferire con investigazioni o casi in corso. Queste riforme segnano una riduzione nell’autorità esecutiva dei capi Zhengfawei a vantaggio di un maggior bilanciamento di potere nel sistema legale, e una reintroduzione del ruolo di supervisione del Zhengfawei, in un ruolo politico di sorveglianza, piuttosto che organo esecutivo com'era precedentemente stato sotto Zhou.
Nel 2013, Zhou appare in pubblico tre volte. Visita le scuole frequentate da giovane, Suzhou High School e la China University of Petroleum, e la Zibo, una compagnia petrolchimica con sede a Shandong, sussidiaria di Sinopec. La sua visita alla Suzhou High School segna anche il suo ultimo pellegrinaggio alla città natale. Durante questa visita, Zhou suggerisce che potrebbe essere la sua ultima visita a casa.
Durante la sua visita al campus della China University of Petroleum, Zhou dichiara pubblicamente la propria "alleanza con Xi Jinping”, il nuovo presidente cinese, chiamando gli studenti a unirsi a Xi Jinping per realizzare il “Sogno Cinese”.

### Consenso tra i dirigenti del partito
A partire dal 2012, i nuovi dirigenti del partito sotto Xi iniziano a pianificare la caduta di Zhou. Le “parole dure” di Xi sulla corruzione prendono avvio immediatamente dopo la sua ascesa al ruolo di segretario generale. Nei suoi primi giorni in carica, Xi promette di eliminare “tigri e mosche”, riferendosi agli ufficiali potenti così come a quelli insignificanti. Xi inizia velocemente a stabilire nuovi standard riguardo al comportamento che gli ufficiali del Partito devono rispettare, fornendo una serie di nuove linee guida per ripulire la burocrazia del partito. Xi è probabilmente preoccupato che Zhou possa usare la propria influenza per trasformare le istituzioni di sicurezza dello Stato in strumenti mirati a favorire i suoi personali interessi, danneggiando l’autorità centrale dello Stato.
Le discussioni sul caso Zhou si svolgono nell’estate del 2013. In giugno, il Politburo del Partito Comunista Cinese tiene una conferenza di quattro giorni a Pechino, specificamente indetta per discutere di Zhou Yongkang. Durante l’incontro, i membri del consiglio cinese si scambiano diversi punti di vista su Zhou. Infine, Xi Jinping e gli altri sei membri del diciottesimo Politburo accordano di investigare Zhou.
Il caso di Zhou non ha precedenti, dato che nessuna investigazione per corruzione è mai stata avviata contro un membro dell’elitario Politburo Standing Committee. L’ultimo membro del PCS ad essere deposto pubblicamente è stato Zhao Ziyang, in seguito agli eventi di Tienanmen nel 1989, e gli ultimi membri del PCS ad essere processati erano stati quelli della Banda dei Quattro in seguito alla Rivoluzione Culturale. 
A causa dell’ampio impatto che il caso Zhou avrebbe avuto sul partito e il suo potenziale come causa di conflitti interni, Xi cerca il consenso degli ex Segretari Generali Jiang Zemin e Hu Jintao, oltre a quello di altri “veterani del Partito”. Si dice che Jiang abbia incontrato Xi diverse volte a Pechino, tra giugno e luglio, per discutere sul caso Zhou Yongkang. Durante questi incontri, pare che Xi abbia direttamente approfondito il discorso sui presunti crimini di Zhou, e abbia convinto Jiang dei potenziali danni al partito e allo Stato se Zhou non fosse stato deposto. Jiang, inizialmente riluttante, finisce per appoggiare Xi. Successivamente, Jiang esalta la leadership di Xi durante una visita dell’ex segretario di stato Americano, Henry Kissinger. Hu Jintao è interamente a favore di un’investigazione su Zhou prima ancora della transizione al potere di Xi Jinping al 18º Congresso del Partito. Zhou stesso richiede due incontri con Xi, durante i quali parla del proprio contributo al paese e tenta di ottenere clemenza, senza successo.

### L'indagine per corruzione
Nell'agosto del 2013, il PCC avvia la procedura di indagine su Zhou. Zhou conta fra i suoi alleati un enorme numero di ufficiali di alto rango del Partito, che spaziano tra il settore petrolifero, dalla sua esperienza come governatore nei Sichuan, fino alle conoscenze create tramite il suo mandato nel Zhengfawei. Nel giro di pochi mesi, i suoi alleati vengono velocemente condannati o espulsi dal Partito per corruzione. Fra i casi più eclatanti si contano Li Chuncheng, ex vice segretario del Partito nel Sichuan; Jiang Jiemin, ex amministratore delegato della China Petroleum Corporation; Li Dongsheng, ex vice Ministro della Sicurezza Pubblica; Ji Wenlin, sindaco di Haikou ed ex segretario di Zhou; Li Chongxi, un ufficiale di grande levatura della provincia del Sichuan. Inoltre, gli ex segretari di Zhou Li Hualin, Shen Dingcheng e Guo Yongxian vengono tutti arrestati.
Nel dicembre del 2013, Zhou ed i suoi figli Zhou Bin e Huang Wan vengono presi in custodia dalle forze dell'ordine, e la casa del fratello di Zhou, Zhou Yuanxing, viene perquisita per due volte. Nel dicembre 2013, Zhou Yuanxing muore di cancro. Zhou ed il figlio non sono presenti al funerale, alimentando l'ipotesi che i due siano sotto custodia. Zhou infatti viene custodito per un periodo di tempo non definito in una basa militare della Mongolia Interna, a Baotou.
Nella primavera del 2014, diventa sempre più chiaro al governo ed alla popolazione cinese che la sfera di influenza di Zhou - il settore petrolifero, il governo del Sichuan, il sistema legale - sta venendo lentamente smantellata da parte del governo per quello che sembra un attacco alla sua figura politica. Tuttavia, in assenza di qualsiasi report ufficiale a proposito di Zhou stesso, i media cinesi ed internazionali cominciano a speculare sul suo destino. Durante la Conferenza politica consultiva del popolo cinese del marzo 2014, un reporter del giornale di Hong Kong South China Morning Post chiede ad un portavoce del PCC se si possa sapere qualche dettaglio in più sul destino di Zhou. La risposta lascia intendere che, seppur non potendo smentire né confermare nulla, da lì a poco sarebbe arrivata una condanna per Zhou. L'attivista Chan Ping, nel suo blog, commenta il destino di Zhou Yongkang come un tentativo del governo di liberarsi di una figura scomoda e minacciosa per l'autorità di Xi Jinping, visto che la campagna delle "tigri e mosche" sembra avere un peso relativamente piccolo nella decisione del governo.

### L'arresto e l'espulsione dal PCC

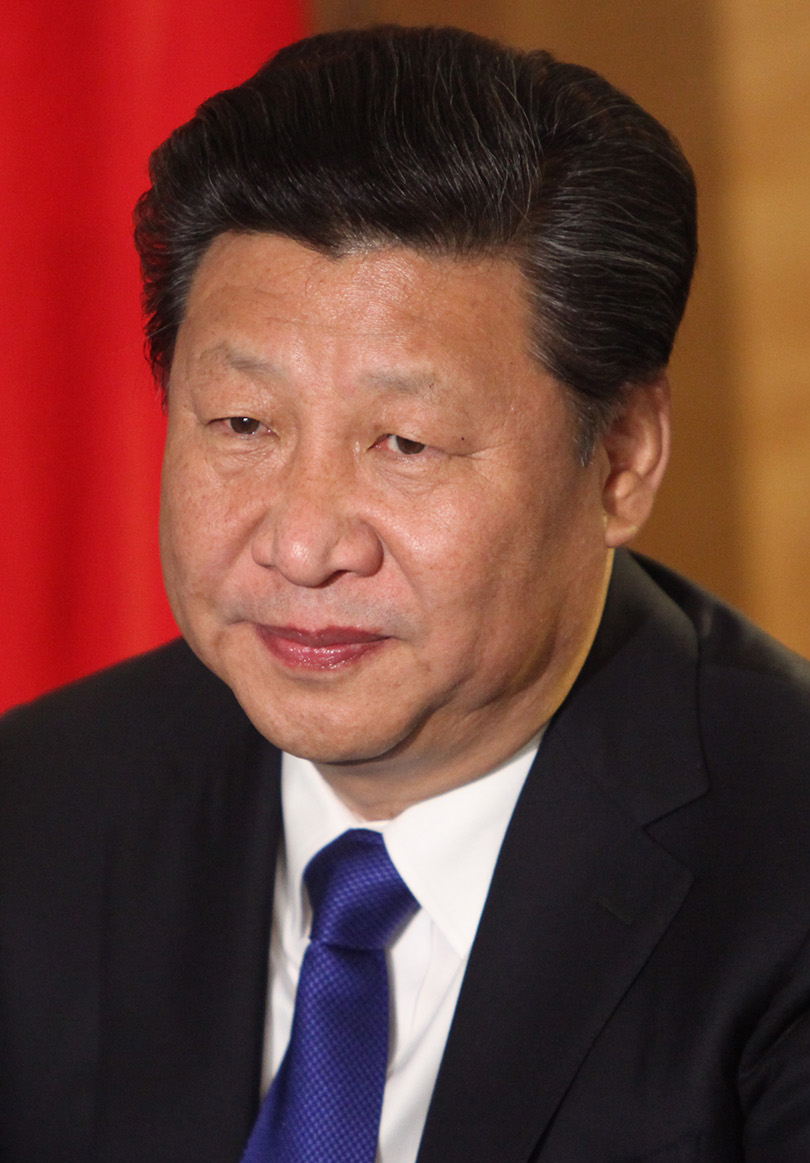
Xi Jinping, segretario generale del Partito Comunista Cinese dal 15 novembre 2012 e presidente della Repubblica popolare cinese dal 14 marzo 2013

Il giorno 29 luglio 2014, i media nazionali annunciano ufficialmente che Zhou è stato messo sotto inchiesta, per "violazione delle norme del partito", senza però nominare alcun atto illecito o criminale. Alcuni mesi dopo, l'indagine del PCC conclude che gli atti criminali di Zhou comprendono l'abuso di potere per il guadagno personale, della sua famiglia e dei suoi associati, l'accettazione di un grande numero di tangenti, l'adulterio con diverse donne e lo sfruttamento della prostituzione, e la rivelazione di segreti di Stato. I media nazionali annunciano l'arresto di Zhou e un suo futuro processo nel dicembre del 2014. Viene espulso in maniera permanente dal PCC, diventando il primo membro del Politburo dalla Banda dei Quattro, durante la Grande Rivoluzione Culturale, ad essere espulso dalla carica più alta dello Stato cinese. 
Dopo l'annuncio dell'espulsione di Zhou dal Partito, il quotidiano nazionale Renmin Ribao scrive un editoriale nel quale detta la linea del Partito in merito all'espulsione del dirigente, in funzione della campagna anticorruzione messa in atto da Xi Jinping. L'editoriale fa riferimento all'uguaglianza di ogni persona davanti alla legge e alle regole morali dettate dal Partito per i propri membri come movente principale dell'arresto. I media internazionali speculano a lungo sulle cause dell'arresto di Zhou. Il giornale The Economist accosta la caduta di Zhou alla campagna anticorruzione di Xi, mentre il New York Times sottolinea le conseguenze, per i cittadini cinesi, di aver avuto a capo del sistema legale e giudiziario cinese un ufficiale corrotto. Il giornale Duowei Times esprime un certo risentimento nei confronti dei media occidentali, che dipingono l'arresto come "l'ennesimo caso di epurazione politica", affermando che nella Cina moderna, soprattutto sotto il governo di Xi, vedere il Partito Comunista Cinese come un continuo susseguirsi di intrighi e sotterfugi sia un'affermazione imprecisa e ingenua. L'articolo continua sostenendo che la caduta di Zhou faccia parte del piano molto più ampio promosso da Xi per rimuovere la corruzione dal PCC, per ricostruirne la credibilità, e per istituzionalizzare le strutture di potere.

### Il processo e la sentenza
Nei giorni che conducono al processo, il Presidente della Corte Suprema Zhou Qiang afferma che il processo a Zhou sarà "libero" in conformità alla legge cinese. Nell'aprile del 2015, Zhou Yongkang viene formalmente accusato di corruzione, abuso di potere e rivelazione intenzionale di segreti di stato, e viene processato dal Tribunale di Tianjin. Da quel mese fino al giorno della condanna, i media internazionali continuano a speculare su quale potrà essere il destino di Zhou e come il processo si sarebbe svolto. Tuttavia, il processo venne tenuto inaspettatamente a porte chiuse. L'11 giugno 2015, i media nazionali cinesi annunciano il verdetto, che condanna Zhou all'ergastolo per corruzione, a sette anni per abuso di potere, e quattro anni per rivelazione di segreti di stato. Il valore totale delle tangenti accettati da Zhou e dalla sua famiglia è stato calcolato in 129,7 milioni di Yuan, oltre 16 milioni di Euro. I media televisivi nazionali quel giorno mostrano Zhou accettare la propria condanna.
I media stranieri comparano il processo di Zhou a quello di Bo Xilai di due anni prima, che tuttavia aveva stupito per essere stato a porte aperte. Zhou, al contrario di Bo, accetta ogni conseguenza e cerca di escludere la propria famiglia dalle ripercussioni delle sue azioni.. Alcuni media affermano che esiste la possibilità che il processo di Zhou sia stato tenuto a porte chiuse per prevenire la diffusione di informazioni sensibili riguardanti il PCC, come avvenne per alcune informazioni rivelate pubblicamente durante il processo a Bo Xilai.
Il figlio di Zhou, Zhou Bin, fugge negli Stati Uniti per qualche mese nel 2013, per poi ritornare dopo alcune negoziazioni con le autorità cinesi. Nel giugno 2016, Zhou Bin viene accusato di aver ottenuto oltre 222 milioni di Yuan (oltre 28 milioni di Euro) in tangenti. Gli vengono confiscati oltre 350 milioni di Yuan sotto forma di beni confiscati. La moglie di Zhou, Jia Xiaoyue, viene multata 1 milione di Yuan per corruzione. Il figlio e la moglie di Zhou vengono condannati rispettivamente a 18 e 9 anni di reclusione.

## Vita privata
Zhou Yongkang ha due figli, Zhou Bin and Zhou Han, avuti dalla prima moglie, Wang Shuhua, che conosce lavorando nelle aree petrolifere della provincial Liaoning. Wang viene descritta come una donna semplice e diligente, che ha dedicato gran parte del proprio tempo alla famiglia e all’accudimento dei due figli. Wang muore in una collisione fra due moto nel 2001: la causa del sinistro è incerta. Nel 2001, i siti di news cinesi Mingjing e Boxun riportano che Zhou avesse conspirato con la propria segretaria per uccidere Wang. L’attendibilità di queste notizie è stata messa in discussione.
Dopo la morte di Wang, Zhou sposa Jia Xiaoyue, un'ex reporter e produttrice televisiva di CCTV-2, più giovane di lui di 28 anni. Il matrimonio si svolge con una cerimonia molto modesta e ristretta, in cui non è possibile scattare foto. Jia manterrà sempre un basso profilo, senza mai comparire accanto a Zhou nelle sue apparizioni ufficiali. 
Il figlio di Zhou, Zhou Bin, nato nel 1972, è un businessman dell'industria del petrolio. Egli è stato il primo azionista della Beijing Zhongxu Yangguang Energy Technology Holdings Ltd. Nel 2016 viene indagato, processato e condannato a 18 anni in prigione. È sposato con una sino-americana, Huang Wan, conosciuta durante i suoi studi in Texas. Il figlio più giovane di Zhou, Zhou Han, ha sempre mantenuto un profilo basso e non è mai stato collegato al padre.